# Madeleine Bräutigam
Madeleine Bräutigam, née le 5 juillet 1920 à Lausanne et morte le 11 avril 2013, est une écrivain et enseignante vaudoise.

## Biographie
Après des études à l'école normale de Lausanne, elle enseigne à Morges de 1942 à 1960. Elle est ensuite titulaire d'une classe d'application à l'école normale.
Membre du parti libéral, elle est l'une des premières femmes qui siègent au Conseil communal (législatif) de Lausanne, qu'elle préside au début des années 1970.
Membre de l'Association vaudoise des écrivains, Madeleine Bräutigam est l'auteur de plusieurs romans, dont Préludes (1959), Hasard ou rencontre (1992) et Les Enfants du peintre (1999).